# Stipa pycnostachya
Stipa pycnostachya là một loài thực vật có hoa trong họ Hòa thảo. Loài này được Benth. miêu tả khoa học đầu tiên năm 1878.